# Karl Rüsewald
Adam Karl Rüsewald (* 30. Mai 1880 in Neheim; † 4. Februar 1945) war ein deutscher Pädagoge, stellvertretender Leiter des Lyzeums in Wanne und Verfasser schulischer Fachbücher, die mehrfach wiederaufgelegt wurden.

## Leben
Der Katholik Karl Rüsewald wuchs als Sohn des Klempnermeisters Josef Rüsewald im Sauerländischen Neheim auf. Von der dortigen Volksschule wechselte er an das Königliche Gymnasium in Paderborn, an dem er im März 1901 das Zeugnis der Reife ablegte. Im Anschluss nahm er ein sechssemestriges Studium an der Königlichen Wilhelms-Universität in Münster auf. Dort legte er auch am 4. Februar 1905 die erste Prüfung für das höhere Lehramt in Erdkunde (Stufe I) sowie Mathematik und Physik (Stufe II) ab. Seine erste Stelle als Lehrer trat Rüsewald zum 1. April 1905 an der Oberrealschule in Bochum an. Es folgten vom 23. April bis zum 1. Juli 1905 die Realschule in Entstehung in Dortmund und danach vom 15. Juli 1905 bis zum 1. April 1906 die dortige Oberrealschule. Er kehrte nach Bochum zurück, wo er am 24. Februar 1908 für den Schuldienst vereidigt wurde.
Vor seinem Wechsel zum 1. April 1909 als Oberlehrer (entsprechend Studienrat) an die höhere Mädchenschule nach Wanne fand Rüsewald schließlich noch vom 1. April 1908 an als wissenschaftlicher Hilfslehrer an der Realschule in Gevelsberg Beschäftigung. Während seiner Tätigkeit in Wanne veröffentlichte der promovierte Karl Rüsewald zahlreiche Fach- und Schulbücher, ab 1919 wiederholt mit seinem Kollegen Wilhelm Schäfer. Nach der Machtübernahme durch die Nationalsozialisten verfasste er auch Aufsätze, die nach ihrem Titel von der geltenden Ideologie geprägt waren: Rassenkunde im Erdkundeunterricht (1935). Die mit Schäfer verfasste Geographische Landeskunde Westfalens (1937) hatte ihren Ursprung im Bereich des Westfälischen Heimatbundes. Sie war die erste derartige Darstellung Westfalens.
Seit dem 15. Mai 1933 war er Mitglied des NSLB. Zweimal übernahm er die stellvertretende Leitung des Oberlyzeums in Wanne, zunächst nach der altersbedingten Pensionierung des langjährigen Leiters Adolf Bausenbach vom 1. April bis zum 31. Juli 1932 und schließlich nach der Zwangsversetzung von dessen Nachfolger Carl Wigge vom 1. Januar bis zum 1. Oktober 1934. Mit dem 1. April 1940 wurde Rüsewald in den Ruhestand versetzt.
Der verheiratete Familienvater Karl Rüsewald (fünf Kinder) leistete seine Militärpflicht als Einjährig-Freiwilliger vom 1. April 1907 an beim Königlich Preußischen Infanterieregiment Nr. 16 in Mülheim am Rhein ab. Am 27. Januar 1908 zum Gefreiten ernannt, erhielt er am 4. März 1908 die Beförderung zum Unteroffizier mit der Befähigung zum Reserveoffizier.

## Schriften (Auswahl)
- Praktische Erdkunde. Ferdinand Hirt, Breslau 1914 (2. Auflage 1925). Digital
- Devon, Karbon, Diluvium. Drei geologische Ausflüge. Ein Beitrag zur Heimatkunde. Bericht 1913/14 des Lyzeum Wanne, Bouvet, Wanne 1914.
- mit Wilhelm Schäfer: Heimatkunde des Ruhrgebietes. Ferdinand Hirt, Breslau 1923.
- Skizze und Blockdiagramm. Entwicklung, Bedeutung und Anwendung in der Geologie und Morphologie. (=Geographische Bausteine, Heft 11), Justus Perthes, Gotha 1925.
- mit Wilhelm Schäfer: Aus der allgemeinen Erdkunde. (=Teubners erdkundliches Unterrichtswerk für höhere Lehranstalten. Band 6.)  Teubner, Leipzig 1929 (3. Auflage 1936).
- mit Wilhelm Schäfer: Politische und Wirtschaftsgeographie. (=Teubners erdkundliches Unterrichtswerk für höhere Lehranstalten. Band 7.)  Teubner, Leipzig 1929 (4. Auflage 1936).
- mit Wilhelm Schäfer: Kulturgeographie Deutschlands. (=Teubners erdkundliches Unterrichtswerk für höhere Lehranstalten. Band 8.)  Teubner, Leipzig 1930 (3. Auflage 1937).
- mit Hans Wolff: Karte und Kroki. Teubner, Leipzig / Berlin 2. Auflage 1933 (3. Aufl. 1937).
- mit Wilhelm Schäfer: Rassenkunde im Erdkundeunterricht. In: Geographischer Anzeiger 35/1935, S. 32–34.
- mit Wilhelm Schäfer: Geographische Landeskunde Westfalens. Schöningh, Paderborn 1937.